# Xonotic
Xonotic est un jeu de tir à la première personne développé par Team Xonotic. C'est un jeu libre et ses données (sons, etc) sont des œuvres libres. Il est distribué sous licence GPL.
En 2018, le livre Practical Free Alternatives to Commercial Software mentionne Xonotic parmi les 10 meilleurs jeux open source, louant le jeu pour ses contrôles simples et se passant d’explications et comment le joueur peut comprendre comment le jeu fonctionne en quelques secondes. Le jeu est traduit en français.
Le but de Xonotic est de devenir le meilleur FPS open-source possible (jeu de tir à la première personne) de son genre. En 2020, Beebom classait Xonotic parmi les meilleurs jeux pour Linux en le comparant à Counter-Strike: Global Offensive, Team Fortress 2, et Doom (2016), rapportant que Xonotic se distinguait par ses mises à jour fréquentes, son haut niveau de finition et sa base d'utilisateurs actifs. Xonotic propose 16 types de jeux au choix et fournit des statistiques intégrées pour comparer et suivre la progression des joueurs.

## Historique

### Fork et continuation deNexuiz
Xonotic est un fork et une continuation de Nexuiz, un jeu de tir à la première personne développé par Alientrap. Le 1er mars 2010, l’information fut révélée que l’entreprise Illfonic et Alientrap avaient conclu un accord pour développer un jeu pour console nommé Nexuiz,. Le 3 mars 2010 le cofondateur d’Illfonic annonça à la communauté Nexuiz l’accord entre Alientrap et son entreprise que l’usage du nom Nexuiz et du nom de domaine nexuiz.com avait été confié à Illfonic et que le moteur avait été licencié pour usage non-libre. Lee Vermeulen, le fondateur d’Alientrap et initiateur de Nexuiz, avait secrètement conclu un accord avec une entreprise du nom d'Illfonic LLC en vue de la publication d’un jeu sur les plate-formes de distribution de contenu en ligne Xbox Live Arcade, PlayStation Network, et Steam.
Le comportement d’Alientrap ainsi que le mouvement de Nexuiz vers le logiciel propriétaire a été mal accueilli par la communauté de joueurs et développeurs de Nexuiz, la société Illfonic ayant annoncé que les modifications ne seraient pas reversées au projet original.
L’accord entre Alientrap et Illfonic sur l’usage du nom Nexuiz a contraint la version libre à changer de nom pour poursuivre le développement. Le développement de Nexuiz s’arrêta et un fork fut créé sous le nom de Xonotic, comme successeur direct du projet Nexuiz,. Le code source de Xonotic fut publié dans les mois qui suivirent via le logiciel Git et une préversion (Xonotic 0.1.0) fut distribuée le 23 décembre 2010. La première version (Xonotic 0.5) fut publiée le 8 septembre 2011.

### Développement ultérieur
Xonotic a fêté ses 10 ans d’existence et de développement en 2020, après une version 0.8.2 en 2017, apportant de nouveaux modèles d’armes et de nouveaux niveaux, introduisant un système de mini-jeux, améliorant les véhicules, et améliorant la base de code pour rendre plus facile aux développeurs de contribuer, la version 0.8.5 est sortie le 30 juin 2022, apportant des milliers de changements, un gameplay plus ajusté, de nouvelles cartes, plus de traductions, etc.

## Système de jeu

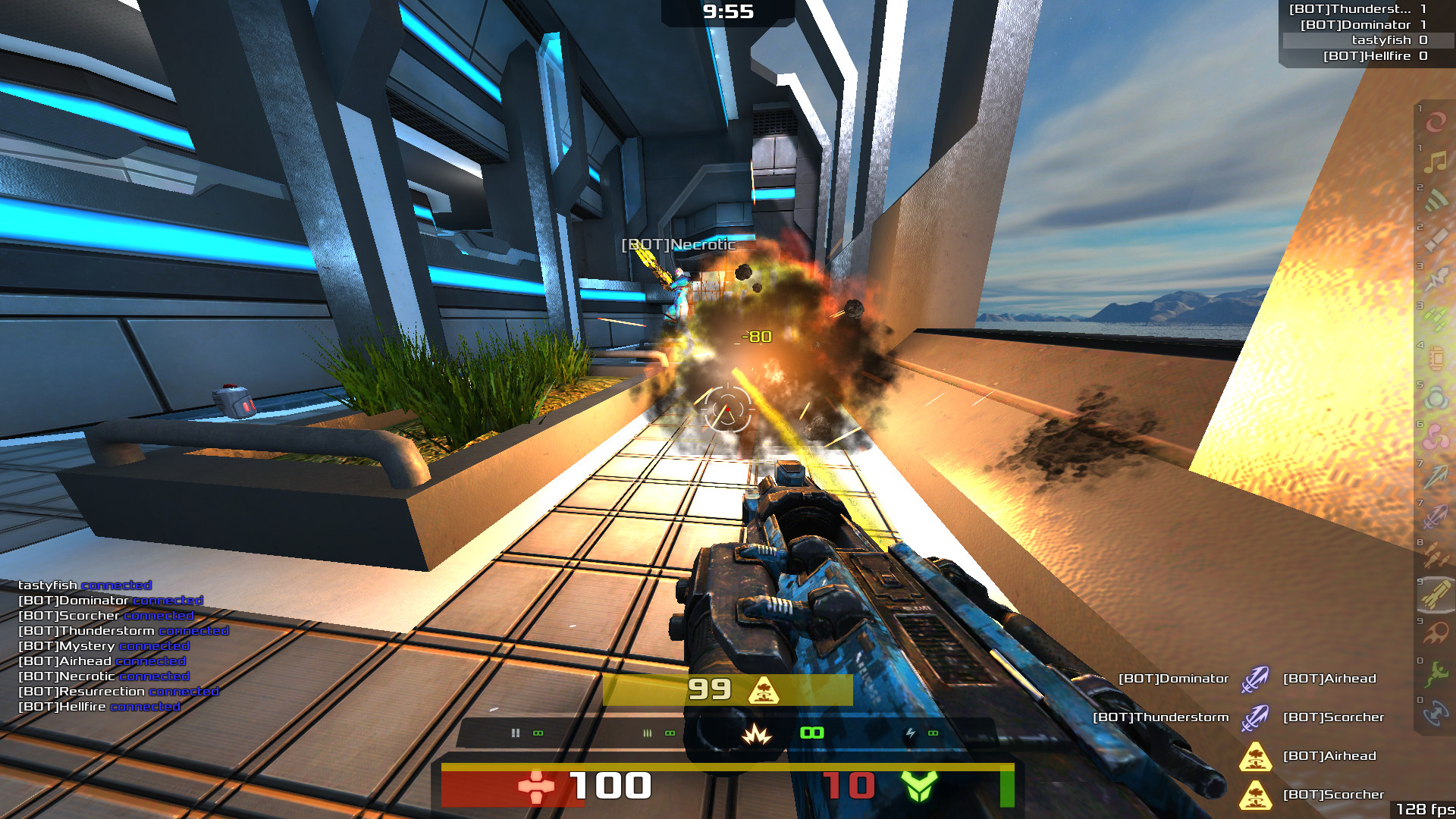
Capture d'écran d'une partie de Xonotic.

Xonotic est un jeu principalement multijoueur, mais propose également un mode solo dans lequel il est proposé de jouer contre des bots afin de découvrir les différents modes de jeux et mutateurs, avant de jouer avec de vrais joueurs. Il s'agit d'un Arena FPS, comme Quake ou Unreal Tournament, jeux dont il s'inspire fortement tout en développant un style de jeu original. En tant que tel, il dispose de niveaux au design fermé, d'un système de mouvements complexe et d'armes variées.
Le jeu propose des modes de jeu classiques tels que le match à mort, la capture de drapeau, ou le Clan Arena, ainsi que d'autres modes plus originaux tels qu'Assault ou Nexball. Il offre également une variété de mutateurs, un des plus populaires étant le mode InstaGib (mort instantanée).
Lors d'une partie, il est possible de récupérer des objets présents dans le niveau, tels que des armes, munitions, packs de santé, drapeaux ou bonus. Il existe aussi la Force, multipliant les dommages donnés par un joueur, et le Bouclier. Plusieurs véhicules sont également implémentés, ainsi que des monstres dont plusieurs sont issus de Quake.

### Armes
Le jeu propose neuf armes par défaut. Bien que certaines soient un héritage d'autres jeux du genre, chaque arme dispose d'un tir secondaire comme celles d'Unreal Tournament. Les armes principales sont :
- le Blaster : ne consomme pas de munitions, utile pour les déplacements ;
- le fusil à pompe : l'arme avec laquelle les joueurs commencent ;
- le Vortex : correspondant aux armes de type railgun, il est précis et puissant mais lent ;
- le Devastator: équivalent du rocket launcher, il permet de guider et faire détoner la roquette en vol ;
- le Mortier : lance-grenade ;
- la mitraillette ;
- l'Electro : tire un rayon d'énergie ou des mines électriques que le joueur peut déclencher en leur tirant dessus ;
- le Crylink : une des armes les plus particulières du jeu. Elle tire cinq boules d'énergie dont la divergence ou convergence peuvent être contrôlées ;
- le Hagar : tire rapidement des roquettes.

Le mode InstaGib utilise le Vaporizer. Une dizaine d'autres armes peuvent également être rendues disponibles en fonction du serveur ou du niveau.

### Mouvements
Xonotic utilise le moteur DarkPlaces, qui descend du Quake Engine et dispose donc de mécaniques particulières incluant le bunny-hopping, le strafe-jumping et le rocket-jumping. Certaines cartes sont également conçues pour pouvoir réaliser des sauts depuis des rampes.
L'utilisation des armes pour se déplacer est importante : outre le Devastator qui permet d'effectuer des rocket-jumps, le Blaster permet également de sauter plus haut, plus loin ou de gagner de la vitesse, mais rend cette manœuvre bien moins coûteuse en santé et donc plus répandue, ce qui donne d'autant plus d'importance à la mécanique. Le tir secondaire du Crylink, à l'opposé, attire le joueur qui se trouve près de l'impact et est donc utile pour se hisser ou accélérer.
Le grappin est également un outil de déplacement important qui peut être ajouté à une partie. Il est notamment utilisé en mode InstaGib en conjugaison avec un Blaster qui permet d'atteindre des vitesses très élevées.

## S2TC, algorithme de compression contournant les brevets de S3TC
Les jeux et les applications graphiques utilisent la compression de texture S3TC depuis OpenGL 1.3 afin d’obtenir des performances décentes, mais ces algorithmes brevetés ne pouvaient être implémentés dans les pilotes Linux libres. Xonotic faisant usage intensif de textures compressées, deux de ses développeurs, Maik Merten et Rudolf Polzer ont travaillé à fournir une expérience de texture compressée libre en 2011, utilisant des images de Xonotic comme données de référence.
L’algorithme était connu pour produire des images de qualité inférieure à S3TC, ce qui était considéré comme plus acceptable qu’une application inutilisable. S2TC était cependant jugé plus performant que S3TC car plus simple à implémenter. Certaines distributions Linux intégrèrent S2TC par défaut comme Ubuntu en 2012, sur pression de Valve,.
Les brevets sur S3TC ayant expiré le 2 octobre 2017, la prise en charge de S3TC fut alors intégrée à Mesa, rendant S2TC désormais inutile.

## Support de recherche
Xonotic est utilisé en contexte académique comme support de recherche dans divers domaines.
En psychologie, comparé à Quake 4, Xonotic sert de jeu pour l’étude de la reconnaissance automatisée d’émotion, se voit intégré à un protocole expérimental usant de réalité virtuelle dans une étude concernant la réduction du stress dans les environnements de travail et à une étude de cas sur l’adaptation aux mesures évolutives de l’expérience du joueur.
Xonotic est également utilisé en conjonction avec Counter-Strike: Global Offensive dans l’étude de synchronization de réponse physiologique.
Dans l’étude des réseaux informatiques, Xonotic est intégré à l’étude de prédiction de la mobilité dans l'informatique mobile, et comparé à d’autres jeux vidéo libres comme 0 A.D., Neverball ou SuperTuxKart, il est utilisé pour évaluer la consommation d’énergie dans le contexte de Streaming de jeu vers des appareils mobiles.
Dans le domaine du rendu graphique, Xonotic sert avec OpenArena de banc d’essai dans l’étude de filtrage anisotropique, de rendu en mosaïque, ou de rendu multi-GPU. Xonotic est également utilisé avec des jeux comme Warsow, OpenArena et Urban Terror pour évaluer les performances de virtualisation de carte graphique.

## Compétition
Xonotic est utilisé comme environnement pour la compétition sportive XDWC (Xonotic Defrag World Championship), une compétition vidéoludique annuelle à la manière du DeFRaG et initiée en 2014. En 2015 Xonotic avait organisé un concours de réalisation de cartes, ainsi qu’un concours de composition musicale, une coupe du monde de duels s’était déroulée entre novembre 2016 et juillet 2017 (les Xonotic World Cup Series), un championnat d’hiver de duel en 2018 (le Xonotic Winter Championship 2018), ainsi que de très nombreuses et régulières mini‐compétitions : Instacup (duel en mode instagib), les XQC (Xonotic Quick Cup — 86 itérations dénombrées en 2018).

## Éditeur NetRadiant
Le projet Xonotic maintient également l’éditeur de niveau NetRadiant. Tandis qu’AlienTrap ne prenait pas en charge l’éditeur de niveau, celui-ci est désormais pris en charge officiellement et développé par l’équipe de développement de Xonotic avec l’aide du projet Unvanquished.

## Police Xolonium
La police d’écriture Xolonium a été créée initialement pour le jeu Xonotic. Publiée sous licence Open Font License, elle est utilisée dans d’autres jeux vidéos ainsi que dans des produits de grande consommation comme divers claviers de la marque Asus ROG.

## Autres FPS libres
- Warsow
- OpenArena
- Smokin' Guns
- Tremulous
- Unvanquished
- Cube et Cube 2: Sauerbraten
- Red Eclipse (en)
- Freedoom